# 미나미닛폰 신문
미나미닛폰 신문（일본어: 南日本新聞 みなみにっぽんしんぶん[*]）은 가고시마현 가고시마시에서 발행되는 현급 지방 신문이다. 남일본 신문사에서 간행을 담당하고 있으며 발행 부수는 2022년 1월~6월 기준으로 24만 7473부로 큐슈 지방 신문으로서 후쿠오카현 후쿠오카시에서 발행되는 니시닛폰 신문에 이어 제2의 발행 부수이다.

## 개요
취재 지역은 주로 가고시마 현이지만, 미야자키 현 서부에 취재 거점을 마련하고, 미야자키 현 행정이나 미야자키 현 서부 (모로가타 방면) 주제를 "현 뉴스」로 취급 할 수도 있다. 외국이나 일본의 다른 도시 사건은 교도 통신의 배달 기사를 사용한다. 가고시마 현 관련 뉴스는 제목에서 사슴 현 (화권)과 또한 인사 및 유명 인사의 가고시마 현 방문 来鹿 (라이카)와 줄여서 표기된다.
판매 지역은 가고시마 현과 미야자키 현의 여러 현 지방과 구마모토 현 미나마타시이며, 현재는 조간 만 발행되고있다. 석간 내용은 2009년 2월 28일자 가지고 휴간 (폐지)했다. 이유는 발행 부수가 2 만 3000 부 정도로 적자가 계속되고 있던 것 외에도 인터넷의 보급 등으로 석간 보급률이 감소하고 석간 발행 지속이 어려워 졌다고 판단했기 때문이라고하고있다. 이 때문에 석간 연재 소설은 휴간 발표 한 2008년 12월 1일부터 하루 3 화씩 게재되었다. 또한 석간 발행 당시는 1 일 2 회 (아침 · 석간 세트) 1 일 1 회 (조간 단독) 발행의 지역이 있었다.
가고시마 현 출신으로 전일본 프로 드리프트 선수권 (D1 그랑프리) 드라이버 인 스에 나가 마사오가 근무하는 회사로 알려져있다.
제자의 「신」의 문자는 "나무"의 부분에 가로 막대가 하나 더 "미"와 같이되어 글자체를 사용하고있다 (일본 신문 # 제자의 「신」의 글자체를 참조) .

## 연혁
"남 일본 신문의 발걸음 '보다
- 1881년 - 「가고시마 신문」설립
- 1882년 2월 10일 - 창간호 발행
- 1889년 - 정치 단체 가고시마 동지회의 기관지이다.
- 1942년 1월 31일 - 가고시마 아사히 신문사[1]와 합병. "가고시마 일보사 '가된다 (국책에 의한 합병).
- 1942년 2월 11일 - "가고시마 일보」제 1 호를 발간.
- 1946년 2월 11일 - "南日本新聞社 '로 사명 변경. 제자가 "남 일본 신문"이다.
- 1959년 - 기자가 대량 퇴직 라이벌 종이 가고시마 마이니치 신문 (후 [가고시마 신보]])를 창간 (2004년 폐간)
- 1972년 4월 1일 - 미야자키 버전을 폐지[2]
- 1999년 2월 - [코쿠시] (현 : [기리시마시]])에 분산 인쇄 공장 (코쿠부 제작 센터)가 완성 가동 시작.
- 2001년 2월 - 본사 가고시마 [이거 마치]]에서 동시 [与次郎]에 이전. 이거 시내 구 사옥은 [가고시마 시청] 미나토 거리 별관으로 개조되었다.
- 2008년 11월 27일 - [아사히 신문]] ( 서부 본사] 발행 판)의 가고시마 · 미야자키위한 위탁 인쇄 [2010년] 4 월에서 남 일본 신문 회사의 본사 공장에서 수행하여 [아사히과 기본 합의.
- 2009년 3월 - 석간을 폐지하고, 조간 단독 용지로 전환.
- 2015년 11월 - 남 일본 신문지면 이미지가 [개인용 컴퓨터 | 컴퓨터]]과 [[스마트 폰], [태블릿 (컴퓨터) | 태블릿]] 등에서 볼 수있는 서비스 "안녕 넷"을 시작 < ref> 이용 지역은 가고시마 현과 미야자키 현 남서부 미야자키시 중심부 및 구마모토 현 미나마타시를 제외한 일본 전국. </ ref>.

### 관련 방송사
南日本新聞社는 가고시마 현에서 주식회사 형태를 취 모든 지상파 방송사에 출자하고있다. 다음은 "남 일본 신문의 백 이십 년"발간 시점 (2001년)의 설명이다.
- 미나미 니혼 방송 - 자본금 2 억엔 중 3 퍼센트의 600 만엔을 출자. 설립자는 당시 사장의 畠中 季隆에서 개국시 사옥도 南日本新聞社 본사 3 층 셋방했다. 최근에는 개국 때만 큼의 영향력은 없지만, MBC 뉴스 나우와 최종 MBC 라디오 뉴스에서 (남 일본 신문 뉴스)는 일부 신문의 보도와 논설과 정체 및 인용 한 내용이 보인다. 또한 신문과는 달리 읽는 법은 「미나미 일본 - "이다.
- 鹿児島테레비放送 - 자본금 3 억엔 중 26 %의 7,800 만엔을 출자.西日本新聞社보다 영향력이 강하다.
- 鹿児島放送 - 자본금 10 억엔 중 3 퍼센트의 3,000 만엔을 출자.
- 가고시마 요미우리 TV - 자본금 35 억엔 중 1 퍼센트 3,500 만엔을 출자.南日本新聞社 본사의 서쪽 옆에 연주 곳이있다.
- FM 가고시마 - 자본금 8 억원 중 6 %의 4,800 만엔을 출자.
- 가고시마 시티 에프엠 - 가고시마을 대상으로하는 커뮤니티 방송국. 자본금 1 억 5,000 만엔 중 8 % 1,200 만엔을 출자.

## 참고 사항
1. ↑  당시  오사카 아사히 신문사] (현 : [아사히 신문 오사카 본사)보다 가고시마 현의 전달을 맡은 현지 법인으로 현재의 통칭 「아사히 거리」(가고시마 빌딩 전부터 온천 마을 교차로까지 [국도 58 호]])의 명칭의 유래가 전해지고있다.
2. ↑  "남 일본 신문의 백 이십 년"517 페이지.